# 千葉幼稚園 (青森県)
千葉幼稚園（ちばようちえん）は、青森県八戸市田向にある私立幼稚園。

## 沿革
- 1954年8月 - 千葉学園高等学校敷地内（類家地区）に開園。
- 1968年4月 - 現在の所在地（田向地区）に移転。
- 1984年7月 - 創立30周年記念事業「ひまわりランド」完成。
- 1994年11月 - 同敷地内に新園舎を新築、移転。（創立40周年記念事業）

## 特徴
- 園舎やグラウンドが広く、広い空間を利用した教育が行われている。
- 全天候型プレイルーム「ひまわりランド」には小規模なプールが設置されている。

## 関連校
- 向陵高等学校
- 千葉学園高等学校